# Adrian Cristescu
Adrian Cristescu (n. 10 aprilie 1940, București – d. 8 iulie 2008, București) a fost un medic neurochirurg român, doctor în medicină, întemeietorul Secției de Neurochirurgie din cadrul Spitalului de Urgență ”Floreasca” din București (1993) și al ”Grupului Român de Neurotraumatologie” din cadrul ”Societății Române de Neurotraumatologie” (1996).